# Eleanor Arnason
Eleanor Arnason   (Manhattan, 28 de desembre de 1942) nom abreujat de Eleanor Atwood Arnason, és una escriptora estatunidenca de ciència-ficció i d'històries curtes.
Va nàixer a Manhattan i va créixer entre Nova York, Chicago, Londres, París, Washington, Honolulu, Saint Paul i Minneapolis. És filla de H. Harvard Arnason, director del Walker Art Center el 1951, i d'Elizabeth Yard Arnason, una treballadora social que passà la seua infància a la Xina. Des de 1949 a 1961, Arnason i els seus pares van viure a "Idea House II", un espai futurista construït pel Walker Art Center, Minneapolis. Va estudiar Història de l'art i es va graduar a la Universitat de Minnesota.
Va guanyar el premi James Tiptree, Jr. Award i el Mythopoeic Awards, el 1992, per A Woman of the Iron People; el Gaylactic Spectrum Awards i el premi HOMER, el 2000, per "Dapple" i Stellar Harvest, respectivament. A més, va ser nominada als premis Hugo. El 2003 va ser nominada als premis Nébula per la seva novel·la Potter of Bones i el relat "Knapsack Poems".

## Novel·les
La seua obra no s'ha traduït al català fins ara.
- La espada Smith (The Sword Smith, 1978)
- A la estación Resurección (To the Resurrection Station, 1986)
- Hija del Rey Oso (Daughter of the Bear King, 1987)
- Una mujer del pueblo de Hierro (A Woman of the Iron People, 1991)
- Círculo de espadas (Ring of Swords, 1993)